# Katedrála v Granadě
Metropolitní katedrála-bazilika Vtělení (španělsky: Basílica Catedral Metropolitana de la Encarnación) je římskokatolická katedrála ve městě Granada ve Španělsku. Katedrála je sídlem granadské arcidiecéze. Stejně jako mnoho dalších katedrál v Andalusii byla postavena na místě hlavní mešity města po znovudobytí Granady.

## Historie

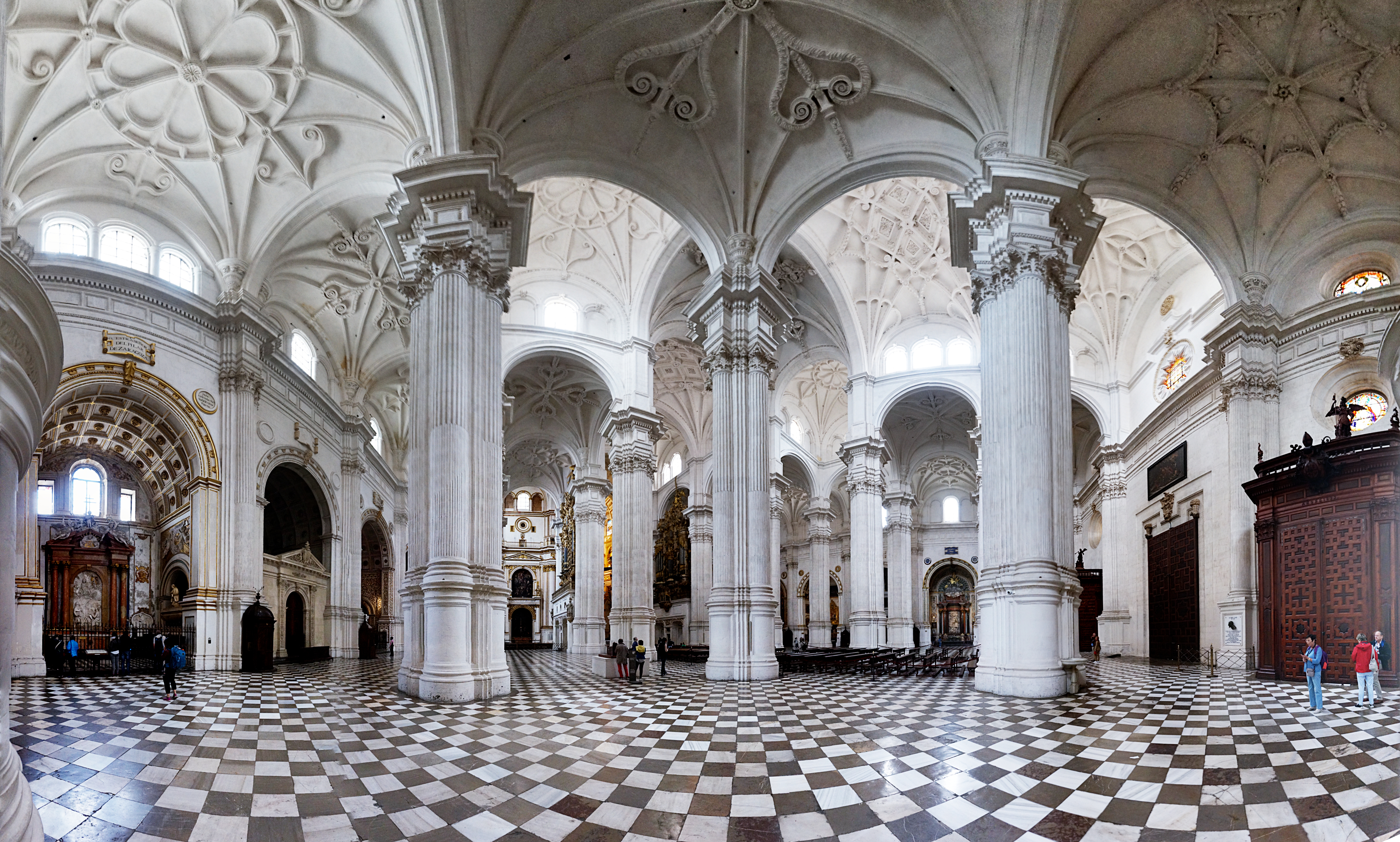
Panoramatický výhled do interiéru

Granadská katedrála je zasvěcena Santa María de la Encarnación (Panně Marii Vtělení). Na rozdíl od většiny katedrál ve Španělsku nebyla její výstavba zahájena dříve než v 16. století, konkrétně v roce 1518, v centru staré muslimské mediny, po dobytí nasrovského království Granady od muslimských vládců v roce 1492. Zatímco první plány obsahovaly gotické prvky, což je patrné například v Královské kapli v Granadě od Enriqueho Egase, většina stavby katedrály probíhala v době, kdy španělský renesanční styl nahrazoval ve španělské architektuře gotiku. Základy kostela položil Enrique Egas v letech 1518 až 1523 na místě hlavní mešity města.
Od roku 1529 byl Egas nahrazen Diegem de Siloé, který na stavbě pracoval téměř čtyři desetiletí, od základů až po korunní římsu. Navrhl triforium a pět lodí místo obvyklých tří. Siloé zkombinoval renesanční kupoli s gotickým půdorysem a spojil kruhové a bazilikální dispozice. Neobvykle vytvořil kruhovou capilla mayor (hlavní kapli) místo obvyklé půlkruhové apsidy, pravděpodobně inspirován italskými myšlenkami na kruhové „dokonalé stavby“ (např. v dílech Albertiho). V rámci struktury katedrály jsou kombinovány různé Vitruviánské řády architektury.
Následnými architekty byli Juan de Maena (1563–1571), poté Juan de Orea (1571–1590) a Ambrosio de Vico (1590–?). V roce 1667 Alonso Cano ve spolupráci s Gasparem de la Peñou upravil původní plán hlavního průčelí a přidal barokní prvky. Stavba katedrály trvala 181 let. Mohla být ještě velkolepější, kdyby byly postaveny dvě věže o výšce 81 metrů, které byly součástí původních plánů; projekt však zůstal z různých důvodů, včetně finančních, nedokončený.